# Вулиця Максима Залізняка (Умань)
Ву́лиця Макси́ма Залізняка́ — вулиця в Умані, транзитний шлях з Вінниці на Київ.

## Розташування
Починається від вулиці Тищика, де вона перетинається з вулицями Успенською та Пролетарською. Простягається на захід в сторону села Городецьке.

## Опис
Вулиця широка, по 2 смуги руху в один бік. Транзитна від початку до вулиці Заводської.

## Походження назви
Вулиця названа на честь Максима Залізняка, керівника Гайдамацького повстання XVIII століття.

## Будівлі
По вулиці розташовані Міщанський ринок, районна бібліотека, аграрний ліцей та декілька приватних підприємств.

Уманський аграрний ліцей
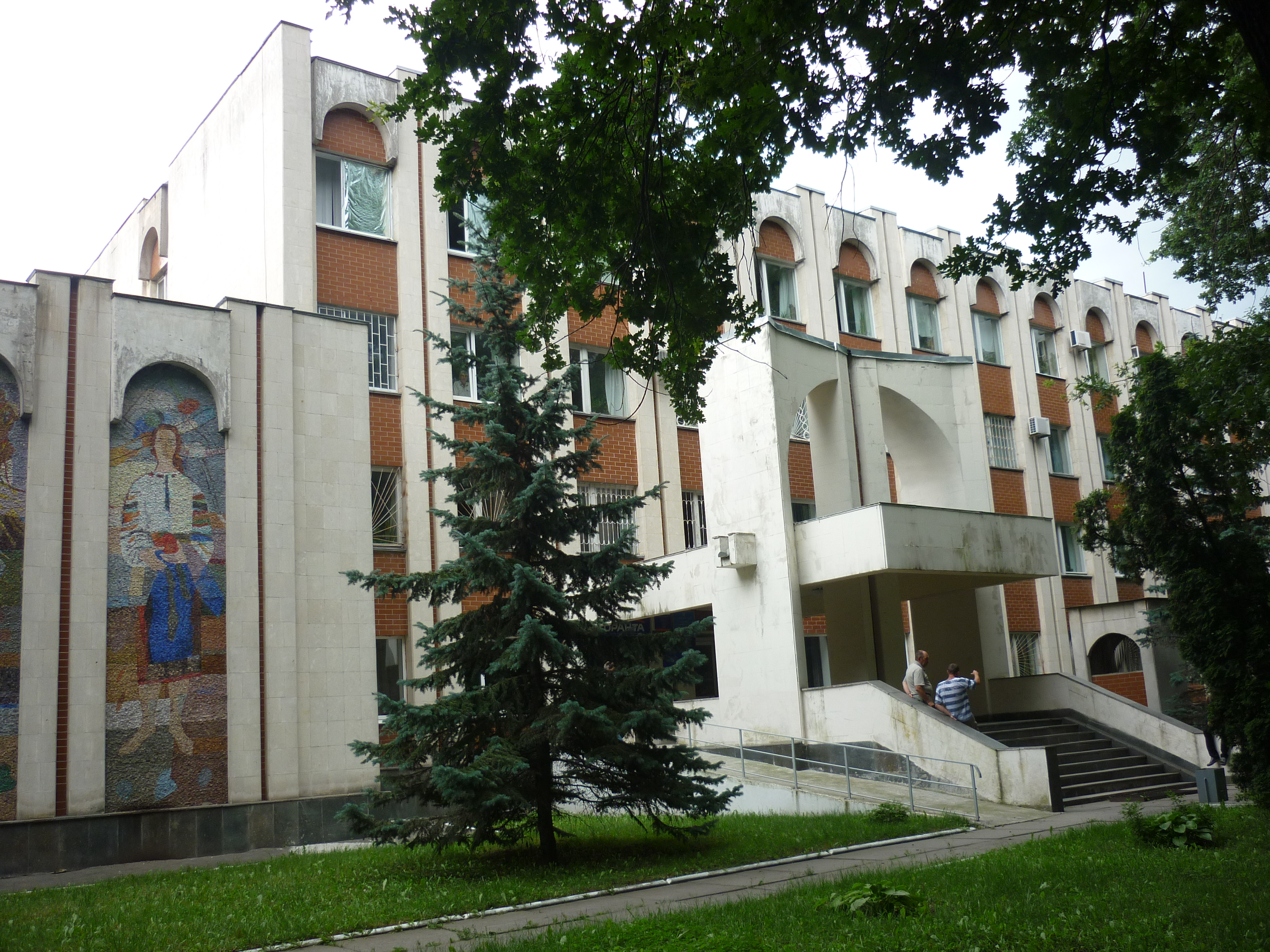
Уманська районна бібліотека

| Умань | Це незавершена стаття про Умань. Ви можете допомогти проєкту, виправивши або дописавши її. |